# Леонардо Араужо
Вижте пояснителната страница за други личности с името Леонардо.
Леона́рдо Насиме́нто де Арау́жо (на португалски: Leonardo Nascimento de Araújo) или просто Леона́рдо е бивш бразилски футболист и настоящ треньор по футбол.
Играл е като атакуващ полузащитник и ляв бек за Валенсия, Пари Сен Жермен и Милан, както и за бразилските грандове Фламенго и Сао Пауло.
С бразилския национален отбор е световен шампион от Мондиал 94.
След края на активната си състезателна дейност става скаут за Милан, с огромен принос за трансферите на Кака и Алешандре Пато при „росонерите“.
По-късно става треньор, води последователно италианските Милан  и Интер , а от 2011 г. е спортен директор на Пари Сен Жермен.

## Успехи

### Като футболист
Фламенго
- Шампион на Бразилия (1): 1987
- Купа на Бразилия (1): 1990

 Сао Пауло
- Междуконтинентална купа (1): 1993
- Рекопа Судамерикана (2): 1993, 1994
- Суперкопа Судамерикана (1): 1993
- Кампеонато Паулища (1): 1991

 Кашима Антлърс
- Шампион на Япония (1): 1996

 Милан
- Шампион на Италия (1): 1998/99
- Купа на Италия (1): 2002/03

 Бразилия до 20
- Световно първенство по футбол за младежи
  - Бронзов медал (1): 1989 [6]

 Бразилия
- Световен шампион (1): САЩ 94
  - Финалист (1): Франция 98
- Купа на конфедерациите (1): 1997
- Копа Америка (1): 1997
  - Финалист (1): 1995

### Като треньор
Интер
- Купа на Италия (1): 2010/11